# Club 30-30

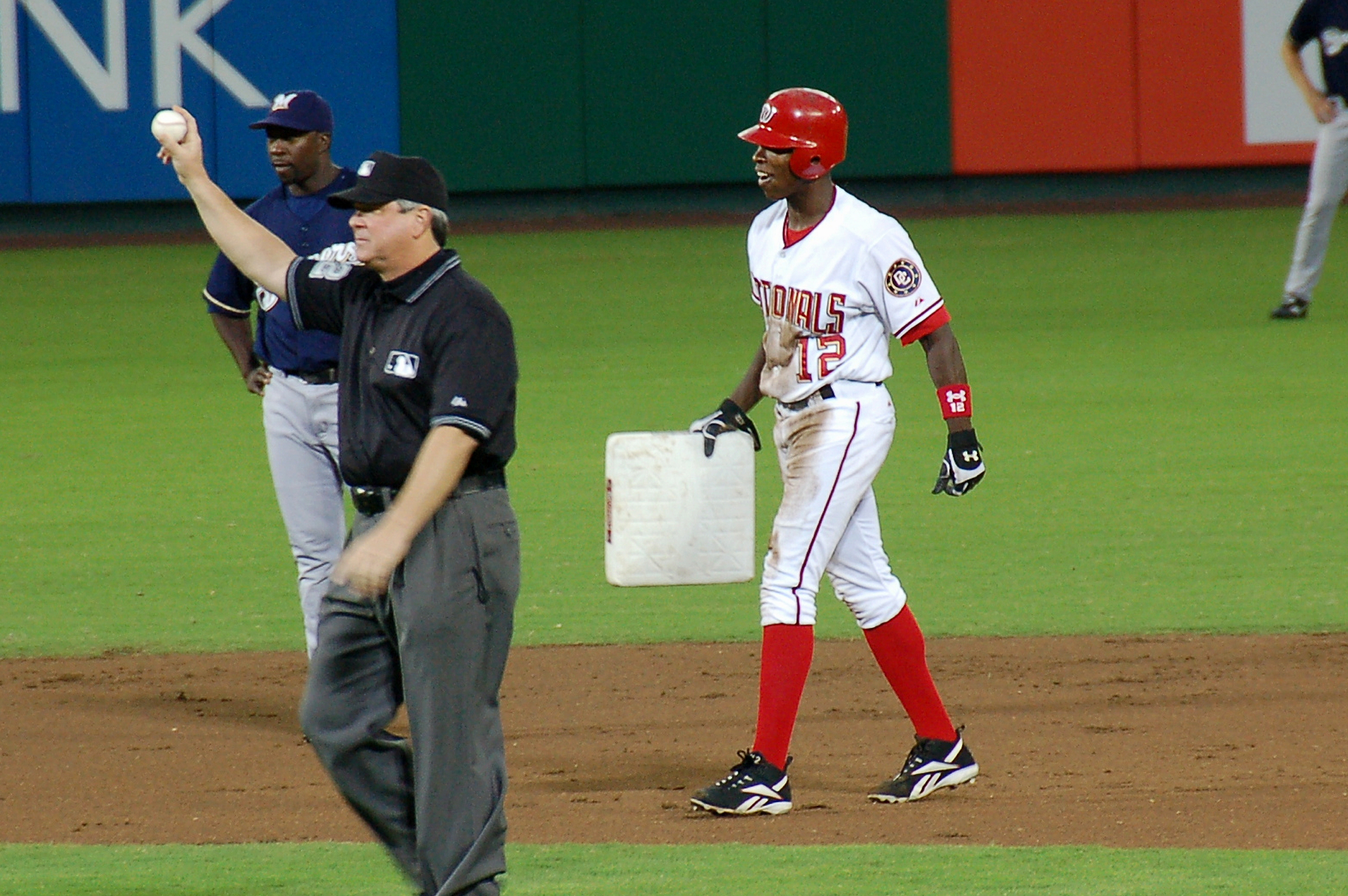
Le 16 septembre 2006, Alfonso Soriano vole son de la saison pour entrer une 4e fois dans le club 30-30 et devenir le 4e joueur de l'histoire à faire partie du club 40-40.

Club 30-30 (anglais 30-30 club) dans la terminologie du baseball signifie la liste de joueurs des Ligues majeures qui ont volé 30 buts et ont frappé 30 coups de circuit lors de la même saison. La première fois fut en 1922 par Ken Williams qui fut le seul membre du club jusqu'à 1956 quand Willie Mays l'a fait. Il y a 4 occasions où le joueur a réussi 40 circuits et 40 vols, ces saisons sont en gras dans la liste ci-dessous. Cette liste comporte 4 des 5 joueurs qui ont frappé plus de 600 circuits - le seul qui n'est pas là est Babe Ruth. Il y a aussi deux joueurs de l'équipe du siècle : Hank Aaron et Willie Mays. Les deux joueurs avec les plus de saisons « 30-30 » sont Bobby Bonds et son fils Barry, qui ont réalisé la chose cinq fois chacun.
Lors d'une saison « 30-30 », Alfonso Soriano détient le record pour le plus grand nombre de circuits (46) et Barry Bonds détient le record pour le plus grand nombre de buts volés (52). Alex Rodriguez tient le record pour l'addition des deux; 42 et 46 (88). Rickey Henderson détient le record pour l'addition des deux hors une saison 30-30: 130 buts volés et 10 coups de circuit en 1982. Mike Trout (30-49) est la seule recrue avec au moins 30 circuits et 40 buts volés en une saison.

## Liste des joueurs
| Nom                   | Équipe                                   | Saison | Circuits | Vols |
| --------------------- | ---------------------------------------- | ------ | -------- | ---- |
| Ken Williams          | Browns de Saint-Louis                    | 1922   | 39       | 37   |
| Willie Mays           | Giants de New York                       | 1956   | 36       | 40   |
| Willie Mays (2)       | Giants de New York                       | 1957   | 35       | 38   |
| Hank Aaron            | Braves de Milwaukee                      | 1963   | 44       | 31   |
| Bobby Bonds           | Giants de San Francisco                  | 1969   | 32       | 45   |
| Tommy Harper          | Brewers de Milwaukee                     | 1970   | 31       | 38   |
| Bobby Bonds (2)       | Giants de San Francisco                  | 1973   | 39       | 43   |
| Bobby Bonds (3)       | New York Yankees                         | 1975   | 32       | 30   |
| Bobby Bonds (4)       | Angels de la Californie                  | 1977   | 37       | 41   |
| Bobby Bonds (5)       | White Sox de Chicago/Rangers du Texas    | 1978   | 31       | 43   |
| Dale Murphy           | Braves d'Atlanta                         | 1983   | 36       | 30   |
| Joe Carter            | Indians de Cleveland                     | 1987   | 32       | 31   |
| Eric Davis            | Reds de Cincinnati                       | 1987   | 37       | 50   |
| Howard Johnson        | Mets de New York                         | 1987   | 36       | 32   |
| Darryl Strawberry     | Mets de New York                         | 1987   | 39       | 36   |
| José Canseco          | Athletics d'Oakland                      | 1988   | 42       | 40   |
| Howard Johnson (2)    | Mets de New York                         | 1989   | 36       | 41   |
| Barry Bonds           | Pirates de Pittsburgh                    | 1990   | 33       | 52   |
| Ron Gant              | Braves d'Atlanta                         | 1990   | 32       | 33   |
| Ron Gant (2)          | Braves d'Atlanta                         | 1991   | 32       | 34   |
| Howard Johnson (3)    | Mets de New York                         | 1991   | 38       | 30   |
| Barry Bonds (2)       | Pirates de Pittsburgh                    | 1992   | 34       | 39   |
| Sammy Sosa            | Cubs de Chicago                          | 1993   | 36       | 33   |
| Barry Bonds (3)       | Giants de San Francisco                  | 1995   | 33       | 31   |
| Sammy Sosa (2)        | Cubs de Chicago                          | 1995   | 36       | 34   |
| Dante Bichette        | Rockies du Colorado                      | 1996   | 31       | 31   |
| Barry Bonds (4)       | Giants de San Francisco                  | 1996   | 42       | 40   |
| Ellis Burks           | Rockies du Colorado                      | 1996   | 40       | 32   |
| Barry Larkin          | Reds de Cincinnati                       | 1996   | 33       | 36   |
| Jeff Bagwell          | Astros de Houston                        | 1997   | 43       | 31   |
| Barry Bonds (5)       | Giants de San Francisco                  | 1997   | 40       | 37   |
| Raul Mondesi          | Dodgers de Los Angeles                   | 1997   | 30       | 32   |
| Larry Walker          | Rockies du Colorado                      | 1997   | 49       | 33   |
| Shawn Green           | Blue Jays de Toronto                     | 1998   | 35       | 35   |
| Alex Rodriguez        | Mariners de Seattle                      | 1998   | 42       | 46   |
| Jeff Bagwell (2)      | Astros de Houston                        | 1999   | 42       | 30   |
| Raul Mondesi (2)      | Dodgers de Los Angeles                   | 1999   | 33       | 36   |
| Preston Wilson        | Marlins de la Floride                    | 2000   | 31       | 36   |
| Bobby Abreu           | Phillies de Philadelphie                 | 2001   | 31       | 36   |
| Jose Cruz, Jr.        | Blue Jays de Toronto                     | 2001   | 34       | 32   |
| Vladimir Guerrero     | Expos de Montréal                        | 2001   | 34       | 37   |
| Vladimir Guerrero (2) | Expos de Montréal                        | 2002   | 39       | 40   |
| Alfonso Soriano       | Yankees de New York                      | 2002   | 39       | 41   |
| Alfonso Soriano (2)   | Yankees de New York                      | 2003   | 38       | 35   |
| Bobby Abreu (2)       | Phillies de Philadelphie                 | 2004   | 30       | 40   |
| Carlos Beltrán        | Royals de Kansas City /Astros de Houston | 2004   | 38       | 42   |
| Alfonso Soriano (3)   | Rangers du Texas                         | 2005   | 36       | 30   |
| Alfonso Soriano (4)   | Nationals de Washington                  | 2006   | 46       | 41   |
| Brandon Phillips      | Reds de Cincinnati                       | 2007   | 30       | 32   |
| Jimmy Rollins         | Phillies de Philadelphie                 | 2007   | 30       | 41   |
| David Wright          | Mets de New York                         | 2007   | 30       | 34   |
| Hanley Ramírez        | Marlins de la Floride                    | 2008   | 33       | 35   |
| Grady Sizemore        | Indians de Cleveland                     | 2008   | 33       | 38   |
| Ian Kinsler           | Rangers du Texas                         | 2009   | 31       | 31   |
| Ryan Braun            | Brewers de Milwaukee                     | 2011   | 33       | 33   |
| Jacoby Ellsbury       | Red Sox de Boston                        | 2011   | 32       | 39   |
| Matt Kemp             | Dodgers de Los Angeles                   | 2011   | 39       | 40   |
| Ian Kinsler (2)       | Rangers du Texas                         | 2011   | 32       | 30   |
| Ryan Braun (2)        | Brewers de Milwaukee                     | 2012   | 41       | 30   |
| Mike Trout            | Angels de Los Angeles d'Anaheim          | 2012   | 30       | 49   |